# Leonard Lake
Leonard Thomas Lake (San Francisco, 29 ottobre 1945 – San Francisco, 6 giugno 1985) è stato un serial killer statunitense.
Si rese colpevole di numerosi crimini negli Stati Uniti negli anni ottanta. Si sospetta che abbia stuprato, torturato ed ucciso tra le 11 e le 25 vittime insieme al complice Charles Ng in un capanno isolato situato nella Contea di Calaveras in California.
A seguito del suo arresto nel 1985 per possesso di armi illegali, furto d'auto e false credenziali, Lake inghiottì alcune pillole di cianuro che nascondeva addosso, e morì quattro giorni dopo. Resti umani, filmati delle sevizie e i suoi diari rinvenuti presso il capanno confermarono il coinvolgimento di Ng negli omicidi.

## Inizi
Lake nacque a San Francisco, California. I suoi genitori si separarono quando aveva sei anni, e lui andò a stare dalla nonna materna. Era un ragazzo sveglio, ma aveva l'abitudine di fotografare nuda la sorella, e la nonna sembrava apparentemente incoraggiarlo, e presto divenne ossessionato dalla pornografia. Successivamente arrivò a costringere la sorella ad avere rapporti sessuali con lui in cambio di protezione dagli scoppi d'ira di Donald, il fratello minore. Dimostrò anche crudeltà nei confronti degli animali: catturava topi e poi li scioglieva nell'acido; come poi avrebbe fatto in seguito con le sue vittime. Durante la sua adolescenza, Leonard mostrò di essere affascinato dal concetto di raccogliere "schiavi", e divenne un appassionato collezionista di armi.
Dopo aver frequentato la Balboa High School, nel 1964 Lake si arruolò nei Marines. Prestò due anni di servizio durante la guerra del Vietnam come tecnico radar. Durante questo periodo, a Lake fu diagnosticata per la prima volta una personalità schizoide. Dopo una sorta di esaurimento nervoso, trascorse due anni in terapia psichiatrica a Camp Pendleton, e nel 1971 fu congedato dall'esercito per motivi di salute.
Lake si stabilì a San Jose in California iscrivendosi alla San Jose State University, ma abbandonò gli studi dopo il primo semestre per darsi allo stile di vita hippie della San Francisco degli anni sessanta. Si trasferì in una comune dove si praticava uno stile di vita "rinascimentale", e si sposò nel 1975. Il matrimonio fu di breve durata e terminò quando la moglie scoprì che Lake girava e spesso prendeva parte a filmini pornografici amatoriali che indulgevano in pratiche sessuali sadomasochistiche.
Nei successivi otto anni, Lake visse al Greenfield Ranch, nei pressi di Calpella, a nord di Ukiah. Qui, incontrò ed alla fine sposò in seconde nozze Claralyn Balazs — soprannominata "Cricket" — che sarebbe apparsa in numerosi filmini porno da lui girati. Tuttavia, la coppia divorziò presto a causa del temperamento violento ed umorale dell'uomo. Nel 1980 Lake fu accusato di furto aggravato per aver sottratto materiali edili da un cantiere, ma se la cavò soltanto con un anno di libertà vigilata. La sua crescente paura ed ossessione per un imminente "olocausto nucleare" lo portò a costruirsi un rifugio sotterraneo, una sorta di "bunker", ma il proprietario del terreno scoprì i lavori ed intimò la cessazione degli stessi.
Influenzato dalla lettura del romanzo Il collezionista (The Collector) di John Fowles, nel quale il protagonista della storia rapisce una donna di nome Miranda e la tiene prigioniera in cantina; Lake decise di pianificare il suo personale reclutamento di schiavi in vista della prossima fine del mondo, progetto che lui chiamò "Operazione Miranda".

## Omicidi
Lake conobbe l'ex Marine Charles Ng attraverso un annuncio messo nel 1981 su una rivista di survivalismo. Nel 1984, Ng venne congedato con disonore dall'esercito dopo aver trascorso un periodo in carcere per diserzione, e Lake lo invitò a venire ad abitare insieme a lui nel capanno isolato situato vicino a Wilseyville, California, che aveva preso in affitto dalla Balazs, la ex moglie. Accanto al capanno, Lake aveva costruito una struttura descritta nei suoi diari come il "dungeon" ("la prigione"). All'epoca, egli aveva già probabilmente assassinato suo fratello Donald, scomparso nel 1983 dopo che si era recato a un colloquio di lavoro, e il suo migliore amico Charles Gunnar, rubando il loro denaro e l'identità di Gunnar. Fu in questo periodo che Lake prese la decisione di procurarsi una "schiava sessuale", rapendo ed imprigionando donne per piegarle ai propri voleri. A riguardo della sua concezione nei confronti del genere femminile, Lake scrisse nei diari che teneva abitualmente: "Dio ha designato le donne a cucinare, sbrigare le faccende di casa e per il sesso. E quando non sono in servizio dovrebbero essere rinchiuse". Nel corso del seguente anno, Lake e Ng si abbandonarono a un'orgia sfrenata di stupri, torture, ed omicidi. Le loro vittime inclusero il vicino di casa Lonnie Bond, la sua fidanzata Brenda O'Connor, il loro figlioletto Lonnie Jr., Harvey e Deborah Dubs, e il figlio neonato della coppia Sean. Secondo quanto dichiarato durante il processo, il loro modus operandi era quello di uccidere immediatamente gli uomini e i bambini per poi imprigionare, ed accanirsi sulle donne stuprandole e torturandole fino alla morte. Talvolta, le sevizie venivano riprese da Lake con una telecamera, ed anche i parenti delle vittime erano costretti ad assistere alle violenze (come nel caso di Deborah Dubs) prima di venire uccisi. Altre vittime conosciute della coppia includono colleghi di lavoro di Ng, parenti ed amici venuti a cercare Bond e la O'Connor, e due omosessuali.

## Arresto e suicidio
Il 2 giugno 1985 alcuni lavoratori di un deposito di legnami nel sud di San Francisco chiamarono la polizia per denunciare un furto singolare: un uomo di origini orientali se ne era andato dal magazzino rubando una morsa da 75 dollari, l'aveva posizionata nel baule di una Honda parcheggiata nelle vicinanze e poi era scappato a piedi prima che riuscissero a fermarlo. L'auto era ancora parcheggiata all'esterno del magazzino, al volante vi era Lake che cercò di pagare lui l'articolo rubato per risolvere la questione, ma gli agenti erano già giunti in loco. Gli ufficiali di polizia si accorsero che Lake non assomigliava per niente alla foto sulla sua patente, che ritraeva invece tale Robin Stapley, ventiseienne di San Diego dichiarato disperso dalla famiglia svariate settimane prima. Quando poi nell'auto venne rinvenuta una pistola dotata di silenziatore, egli venne arrestato e successivamente identificato attraverso le impronte digitali. Alla centrale, mentre attendeva di essere interrogato, Lake chiese un bicchiere d'acqua, scrisse un biglietto d'addio alla madre, e inghiottì delle pillole di cianuro che nascondeva addosso. Morì quattro giorni dopo.
La targa del veicolo di Lake era registrata a nome suo, ma l'auto stessa era invece intestata a Paul Cosner, scomparso nel novembre 1984. Le indagini circa il veicolo portarono la polizia presso l'abitazione di Lake a Wilseyville, dove furono rinvenuti il furgone di Stapley e l'auto di Bond, e dietro il capanno, il "dungeon". In un luogo di sepoltura improvvisato nelle vicinanze, la polizia rinvenne circa 18 kg di frammenti di ossa umane bruciate e schiacciate corrispondenti ad un minimo di 11 corpi. Trovarono inoltre anche una "mappa del tesoro" scritta a mano, che li portò a scoprire due bidoni di benzina: uno contenente documenti e carte d'identità di parecchie vittime, cosa che suggerì come il numero totale delle persone assassinate potesse essere di oltre 25. Nel secondo bidone c'erano il diario di Lake per gli anni 1983 e 1984, e due nastri video che documentavano le torture effettuate su due delle vittime. In uno dei nastri, è visibile Ng che dice alla vittima Brenda O'Connor: «Puoi piangere e roba del genere, come il resto di loro, ma non servirà a niente. Siamo piuttosto... freddi, per così dire». Nell'altro video, si vede Deborah Dubs aggredita in maniera così brutale da "non poter essere sopravvissuta" alle ferite.
Ng fu catturato in Canada, in seguito estradato in California, e condannato a morte per 11 omicidi. Nonostante le prove video e le confessioni nei diari di Lake, Ng si dichiarò sempre e solo un testimone dei delitti — ascrivibili, secondo lui, unicamente a Lake che pianificò tutti i rapimenti, gli stupri, e le torture senza l'aiuto di nessun complice.